# Jorge Arrate
Jorge Félix Arrate Mac Niven (Santiago, 1 de maio de 1941) é um advogado, economista, professor universitário, escritor e político chileno. Foi ministro dos presidentes Patricio Aylwin, Eduardo Frei Ruiz-Tagle e Salvador Allende. Em 2009, foi designado como candidato à Presidência da República representando a coligação Juntos Podemos Más e outras forças da esquerda extraparlamentar do seu país, obtendo 6,21% dos votos.

## Biografia
Filho do ex-oficial de Marinha chilena, radical, maçom e funcionário municipal Juan Gabriel Arrate Ducoing e de Aileen Mac Niven Seymour, nasceu em Santiago, morou em Viña del Mar (1945-1953) e posteriormente em Puente Alto (até 1965).
Começou a estudar economia na Universidade do Chile em 1958, graduando-se em 1964. No ano seguinte iniciou seus estudos de pós-graduação em Desenvolvimento Econômico na Escuela de Estudios Económicos Latinoamericanos para Graduados (Escolatina) da Universidade do Chile. Entre 1967 e 1969 estudou economia na Universidade Harvard, obtendo o grau de mestre. Em seguida voltou ao Instituto de Economia da Universidade do Chile para escrever sua tese de doutoramento, a qual nunca terminou.
No início de 1971 o Presidente Salvador Allende o nomeou assessor econômico e, em outubro do mesmo ano, presidente da Corporación del Cobre (Codelco), onde foi responsável pelo processo de nacionalização das minas de cobre. Entre junho e julho de 1972, exerceu, cumulativamente e em caráter interino, o cargo de ministro de Minas.
Em 19 de agosto de 1973, Jorge Arrate saiu do Chile com a tarefa de firmar acordos econômico-financeiros com a República Democrática Alemã. Chegou a Berlim em 29 de agosto de 1973. Posteriormente seguiu para Moscou, onde, a 8 de setembro, recebeu ordens de voltar imediatamente ao Chile. Durante a viagem, no dia 11 de setembro, soube do golpe de Estado e decidiu ficar em Montevidéu. Entre 1973 e 1987, Arrate viveu em diferentes países - da Argentina à Itália. Esteve exilado em Roma, Berlim Oriental e Rotterdam. Durante o exílio, foi secretário do Comitê de Chilenos no Exterior.
Após o restabelecimento da democracia no Chile, foi ministro de Educação (1992-1994), no governo de Patricio Aylwin, e depois, ministro do Trabalho e Previdência Social (1994-1998) e secretário geral de Governo (1998-1999), durante a administração de Eduardo Frei Ruiz-Tagle.
Entre 2000 e 2003, durante o governo de Ricardo Lagos, serviu como embaixador do seu país na Argentina.

### Atividades acadêmicas
Desde 1966 exerceu funções docentes universitárias. Primeiro na Faculdade de Direito da Universidade do Chile, depois na Escolatina, na Escola de Sociologia da Universidade Católica e na Faculdade de Economia e Negócios da Universidade do Chile. Em 1970 foi diretor do Instituto de Economia e Planejamento desta última.
En 1977, já no exílio, fundou, juntamente com o ex ministro de Allende, Orlando Letelier, o Instituto para el Nuevo Chile, sediado em Rotterdam. Dirigiu o instituto, que foi subsidiado por sucessivos governos neerlandeses, de diferentes partidos, desde a sua fundação até 1991. Arrate liderou também a organização das oito Escolas Internacionais de Verão ligadas ao Instituto - em Rotterdam, Mendoza (Argentina) e Santiago.
A partir de 1987 foi professor visitante na Universidade Nacional de Cuyo, na Argentina, e nas universidades da Califórnia em Berkeley e da Virgínia, nos (Estados Unidos)
Em 1992 foi o primeiro diretor da Escola de Administração Pública da Universidade de Santiago do Chile. Em 2003-2006 presidiu a Universidade de Artes e Ciências Sociais (UARCIS). Em 2008, foi docente da Universidade de Talca.

### Atividades políticas
Em 1957 foi secretário geral da Federação de Estudantes Secundários de Santiago; em 1961, presidente do Centro de Alunos da Faculdade de Direito da Universidade do Chile e, em 1963, candidato a presidente da Federação de Estudantes do Chile, com apoio da Juventude Comunista e Socialista, ligada à coalizão Frente de Ação Popular (FRAP). Em 1963 ingressou no Partido Socialista do Chile. No início de 1971, foi designado chefe dos Profissionais e Técnicos socialistas pelo Comitê Central.
Durante seus 14 anos de exílio, foi secretário executivo da Izquierda Chilena en el Exterior (agrupamento dos partidos da Unidade Popular, do MIR) e do Chile Democrático, entidade internacional, sediada em Roma, coordenadora da solidariedade com a democracia chilena. Entre 1975 e 1977 foi secretário de Relações Internacionais do Partido Socialista do Chile, cuja sede principal se encontrava em Berlim Oriental.
Em 1984, em três ocasiões, tentou entrar no Chile contra a vontade da ditadura e foi impedido no aeroporto de Santiago. Em 1987 conseguiu entrar legalmente no país e retomou a atividade política. Em 1989 foi eleito secretário geral do Partido Socialista do Chile.
Posteriormente, no Congresso da Unidade Salvador Allende, celebrado em Valparaíso, foi designado presidente do partido.
Foi candidato à presidência da República nas eleições presidenciais de 13 de dezembro de 2009, quando obteve apenas 6,21% dos votos válidos, no primeiro turno. No segundo turno, apoiou Eduardo Frei, que foi derrotado por Sebastián Piñera.

## Obras
Além de artgos, entrevistas e discursos, publicou ensaios e obras de ficção. A mais recente (2007) é Pasajeros en tránsito - una historia real, texto de memórias sobre suas tentativas de regressar ao Chile durante o regime militar.
De seus onze livros publicados, destaca-se Memoria de la Izquierda Chilena (2003), em coautoria com Eduardo Rojas. No âmbito político, escreveu, com Paulo Hidalgo, Pasión y razón del socialismo (1989), sobre a história do socialismo no Chile. Entretanto La fuerza democrática de la idea socialista (1985), escrito durante seu período de exílio, foi o que teve maior influência política durante os últimos anos da ditadura e no início da transição chilena para a democracia.